# قضیه آرتین–ریس
قضیه آرتین-ریس یا لم آرتین-ریس قضیه ای است در جبر جابجایی که افزون بر آن کاربردهایی در هندسه جبری نیز دارد. این قضیه به افتخار امیل آرتین و دیوید ریس نامگذاری شده است.

## صورت قضیه
فرض کنید {\displaystyle I} یک ایده‌آل حلقه جابجایی نوتری {\displaystyle R} باشد. همچنین فرض کنید {\displaystyle M} یک مدول متناهی مولد روی {\displaystyle R} و {\displaystyle N\subseteq M} یک زیرمدول باشد. آنگاه یک عدد طبیعی {\displaystyle k} موجود است که برای هر
{\displaystyle i\geq k} داریم: {\displaystyle I^{i}M\cap N=I^{i-k}(I^{k}M\cap N)}.

## کاربرد
اگر {\displaystyle M} مدول دلخواه روی حلقه جابجایی دلخواه {\displaystyle R} باشد آنگاه
یک پایه برای توپولوژی نزدیک {\displaystyle 0} و در نتیجه یک پایه برای توپولوژی روی {\displaystyle M} تعریف میکند. این توپولوژی به توپولوژی {\displaystyle I}-ادیک نامبردار است. در این توپولوژی، یک زیرمجموعه {\displaystyle U\subset M} باز است اگر و تنها اگر برای هر {\displaystyle x\in U} یک {\displaystyle i\in \mathbb {N} } وجود داشته باشد به گونه ای که {\displaystyle x+I^{i}M\subseteq U}.
بدینسان {\displaystyle N} به عنوان زیر مجموعه {\displaystyle M} به صورت طبیعی دارای یک توپولوژی القا شده به وسیله توپولوژی {\displaystyle I}-ادیک {\displaystyle M} می باشد. ولی {\displaystyle N} به عنوان یک مدول روی {\displaystyle R} خود دارای یک توپولوژی {\displaystyle I}-ادیک است (درست همانگونه که این توپولوژی برای {\displaystyle M} تعریف شد). قضیه آرتین-ریس میگوید که اگر حلقه {\displaystyle R} نوتری و مدول {\displaystyle M} متناهی مولد باشد این دو توپولوژی روی {\displaystyle N} با هم هم ارز و یکسان هستند.